# Sheridan Inn
El Sheridan Inn es un hotel histórico en Sheridan, Wyoming. Diseñado por el arquitecto Thomas R. Kimball de Omaha, Nebraska en 1893, fue construido por Chicago, Burlington, and Quincy Railroad como parte de su programa de desarrollo en Wyoming asociado con la extensión del ferrocarril.  Equipada con las primeras bañeras y luces eléctricas en esa parte de Wyoming, la posada fue considerada el "mejor hotel" entre Chicago y San Francisco. Fue declarado Monumento Histórico Nacional en 1964.
Buffalo Bill Cody administró el hotel para el ferrocarril desde 1894 hasta 1896. Principalmente atrajo a deportistas para la caza mayor en las montañas Big Horn al oeste, y recibió a numerosos invitados notables. A menudo audicionaba talento para su Wild West Show desde el amplio porche delantero durante su propiedad.

## Descripción e historia
Diseñado al estilo de los hoteles que Kimball había visto en Escocia, la posada de estructura de madera de tres pisos tiene 145 pies de largo bajo un techo abuhardillado, con amplios porches de 30 pies de ancho en dos lados. Los porches se diseñaron con una pendiente gradual para que escurriera el agua de lluvia. El hotel tenía 64 habitaciones en el segundo y tercer piso, cada una con su propia ventana abuhardillada. El gran comedor tenía capacidad para 160 invitados. Los graneros y el establo de librea asociados con Cody Transportation Company estaban en la parte trasera de la propiedad, pero ya no sobreviven. Dirigió una línea escénica entre la posada y Deadwood, Dakota del Sur. La posada se incluyó en el Registro Nacional de Lugares Históricos cuando se estableció en 1966.  
Después de la expropiación en 1967, fue comprada por Neltje Doubleday Kings, quien recientemente se había mudado al área desde la ciudad de Nueva York. Realizó renovaciones y, en 1968, "reabrió el salón de la posada, a lo que siguió un año después la reapertura del comedor, el salón de damas y la sala de Wyoming, una adición completamente nueva a la posada". La posada podía albergar grandes reuniones sociales y se convirtió en un centro de eventos comunitarios. También agregó una pequeña tienda de regalos y una galería de arte al interior. Ella operó la posada durante 18 años. Desde entonces ha trabajado a tiempo completo como artista, exhibiendo su trabajo bajo el nombre de Neltje.
Desde 1990, es propiedad y está operada por The Sheridan Heritage Center, Inc. La organización sin fines de lucro restauró todo el exterior del edificio, instaló un sistema de alarma contra incendios y ajustó el primer piso a los estándares de la ADA y los códigos de la ciudad. En 2006, inició una campaña de capital para recaudar dinero para las mejoras estructurales necesarias en un programa de "núcleo y capa", ya que las condiciones interiores se han deteriorado.  Muchas habitaciones son más pequeñas que las expectativas actuales para ese espacio y los espacios tendrían que ser reelaborados. Los planes son remodelar los pisos superiores para producir 22 habitaciones, y todas las instalaciones se operarán como un hotel boutique. La economía nacional afectó a la recaudación de fondos y en abril de 2012, la posada enfrentó una ejecución hipotecaria.  El 6 de septiembre de 2012, se anunció que el Sheridan Inn cerraría el 1 de octubre de 2012.
En octubre de 2013, Bob y Dana Townsend y Custom Services compraron la posada en Tulsa, Oklahoma. Los salones de baile del primer piso se reabrieron y un nuevo restaurante llamado Open Range Bar & Grill abrió en enero de 2015, pero ahora está cerrado. Las habitaciones del hotel se abrieron al público por primera vez en más de 50 años el 15 de mayo de 2015.